# 대국민 토크쇼 안녕하세요의 수상 및 후보 목록
아래는 KBS 2TV의 예능 프로그램인 《대국민 토크쇼 안녕하세요》의 수상 및 후보 목록이다.

### 2011년
- 2011년 KBS 연예대상
  - 쇼·오락 MC 부문 여자 최우수상 : 이영자
  - 베스트 팀워크상

### 2012년
- 2012년 KBS 연예대상
  - 쇼·오락 MC 부문 여자 최우수상 : 이영자
  - 쇼·오락 MC 부문 남자 우수상 : 컬투
  - 대상 : 신동엽

### 2013년
- 2013년 KBS 연예대상
  - 쇼·오락 MC 부문 남자 우수상 : 컬투

### 2016년
- 2016년 KBS 연예대상
  - 토크 & 쇼 부문 신인상 : 최태준

### 2018년
- 2018년 KBS 연예대상
  - 방송 작가상 : 문은애, 박재은, 이두리, 박다혜, 이은주, 장혜영, 박예나, 김지윤
  - 베스트 팀워크상
  - 대상 : 이영자

### 2019년
- 2019년 KBS 연예대상
  - 프로듀서 특별상 : 신동엽